# Bathydraconidae
Bathydraconidae é uma família de peixes da subordem Notothenioidei.
Existem 11 géneros:
- Género Acanthodraco (Skóra, 1995)
- Género Akarotaxis (DeWitt y Hureau, 1979)
- Género Bathydraco (Günther, 1878)
- Género Cygnodraco (Waite, 1916 )
- Género Gerlachea (Dollo, 1900)
- Género Gymnodraco (Boulenger, 1902)
- Género Parachaenichthys (Boulenger, 1902)
- Género Prionodraco (Regan, 1914)
- Género Psilodraco (Norman, 1937 )
- Género Racovitzia (Dollo, 1900)
- Género Vomeridens (DeWitt y Hureau, 1979)